# Pavel Medek
Pavel Medek (3. ledna 1952 Vysoké Mýto – 2. února 2015) byl český ekonom a překladatel z anglického jazyka. Proslavil se především překladem čtyř dílů sedmidílné ságy Joanne Rowlingové o Harrym Potterovi.

## Život a dílo
Pavel Medek byl původním vzděláním ekonom, vystudoval VŠE v Praze a pracoval v zahraničním obchodu. Angličtinu se učil jako samouk, pomohla mu příležitost žít několik měsíců v Anglii. Překládat začal počátkem 80. let. Jeho prvním překladem byla detektivka Rosse Macdonalda Modré kladivo, kterou přeložil při pobytu v Etiopii. Na svém kontě má více než stovku knih. Do češtiny přeložil například román Roberta A. Heinleina Dveře do léta, dále knihy Poula Andersona, Henryho Kuttnera, Roberta Blocha, A. E. van Vogta, Lloyda Alexandera a dalších autorů. Překladem povídek Raymonda Chandlera Vyděrači nestřílejí uzavřel kompletní vydání díla tohoto autora v češtině.
Známý je především překladem čtyř dílů sedmidílné ságy Joanne Rowlingové o Harrym Potterovi (díly 3, 5, 6, 7). Na překladu spolupracoval s bratrem Vladimírem, který přeložil 1., 2. a 4. díl ságy. Překlad bratří Medků je mistrovský; při práci nejen zohlednili cílovou skupinu čtenářů z prvního stupně základních škol a věnovali velkou péči například překladu vlastních jmen a neologismů, ale dokázali také postihnout proměnu vypravěčského stylu od dětské knihy po thriller pro dospělé, řešící závažné existenciální otázky.
Kromě překladu knih spolupracoval na překladu zahraničních filmů a televizních seriálů. Podílel se například na překladu seriálů Červený trpaslík či Kojak.
V roce 2011 získal (spolu s Vladimírem Žďánským) v 17. ročníku udílení Cen Františka Filipovského cenu Jednoty tlumočníků a překladatelů za mimořádnou kvalitu překladu a úpravy dabovaného audiovizuálního díla Vojenský soud se vzbouřenci z lodi Caine amerického režiséra Roberta Altmana.
Poslední Medkovou prací je výbor z povídek z legendárního časopisu Black Mask, který by měl vyjít na podzim roku 2015[zdroj⁠?!]. Zemřel nečekaně 2. února v ranních hodinách ve věku 63 let.